# Eassie Stone

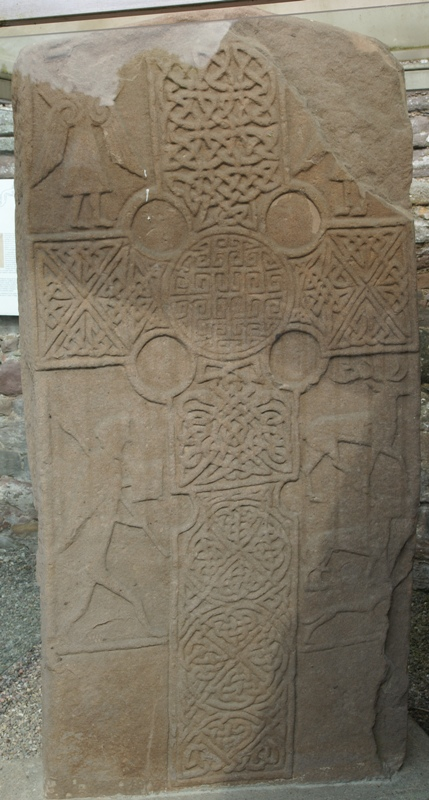
Croce incisa su un lato della stele.

La Eassie Stone è una stele monumentale facente parte delle pietre pitte appartenente alla 2ª classe. Si trova vicino al villaggio scozzese di Eassie, Angus. Il manufatto venne ritrovato nel XVIII secolo nel letto del fiume vicino al villaggio, ed attualmente è conservato in un apposito edificio realizzato nella chiesa in rovina del paese.

## Descrizione
La stele misura 2,04m di altezza e 1,02m di larghezza, per ridursi a circa 0,84m nella parte superiore, ed è spessa 23 cm. La lastra è scolpita da entrambi i lati, ed essendo istoriata con motivi Pitti, è classificata come 2ª classe secondo il sistema ideato da John Romilly Allen e Joseph Anderson.
Il lato frontale riporta una croce incisa con motivi circolari, con un tondo centrale riempito con un motivo a meandro e circondato da quattro altri cerchi vuoti posti agli angoli. Le braccia della croce sono decorate con una complessa trama di disegni intrecciati anch'essi a meandri. La croce è sostenuta da due angeli posti nella parte superiore, gravemente danneggiati in passato. Nella parte inferiore della croce si possono notare un guerriero mascherato armato di lancia e scudo, dei cani e dei cervi.

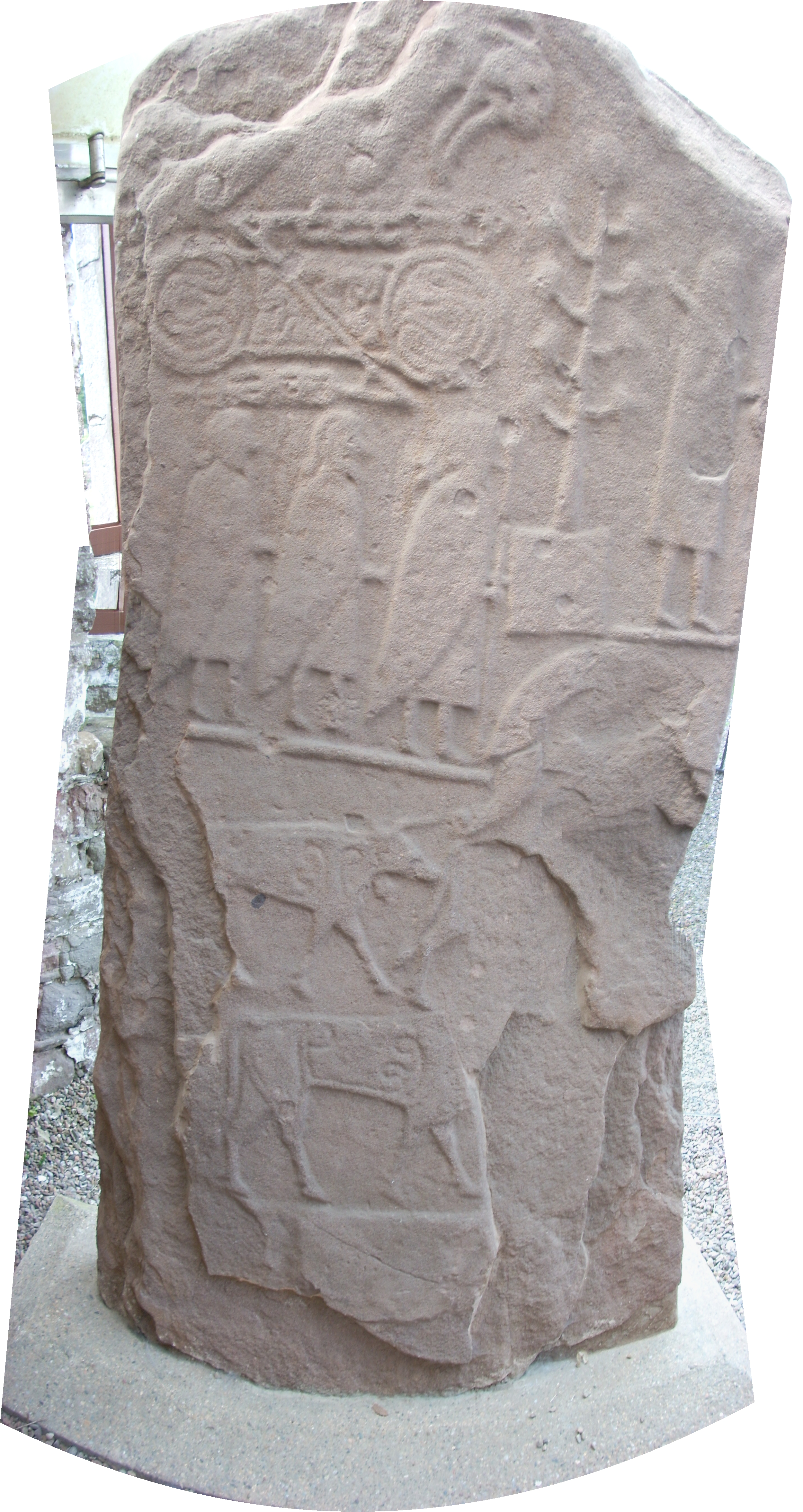
Il lato posteriore della stele.

Il lato posteriore è decorato con una moltitudine di simboli pitti e rappresentazioni grafiche. Nella parte superiore si può notare un doppio disco pitto, un simbolo dal significato tuttora sconosciuto, sormontato da una bestia danneggiata. Sotto questo simbolo si nota un trio di figure con mantello mentre sulla destra c'è una figura in piedi di fronte ad un albero con i rami coperti da dei vasi, che lo storico Lloyd Laing ha interpretato però come teste umane appese a dei rami. Nella parte inferiore ci sono delle figure di bestie e ferri di cavallo, pesantemente rovinate dagli agenti atmosferici.

## Storia
La stele venne rinvenuta dal reverendo Cordiner, circa nel 1786 nel letto del fiume di Eassie, vicino alla chiesa. Da lì venne trasferita al cimitero e ci rimase per circa un secolo, fino al 1960, quando venne eretto un edificio apposito per la sua conservazione all'interno della struttura della chiesa in rovina.